# 小行星4794
小行星4794（4794 Bogard）是一颗绕太阳运转的小行星，为主小行星带小行星。该小行星于1988年9月16日发现。

## 轨道参数
小行星4794的轨道半长轴为2.2719517 UA，离心率为0.115。